# Historia general de las cosas de Nueva España

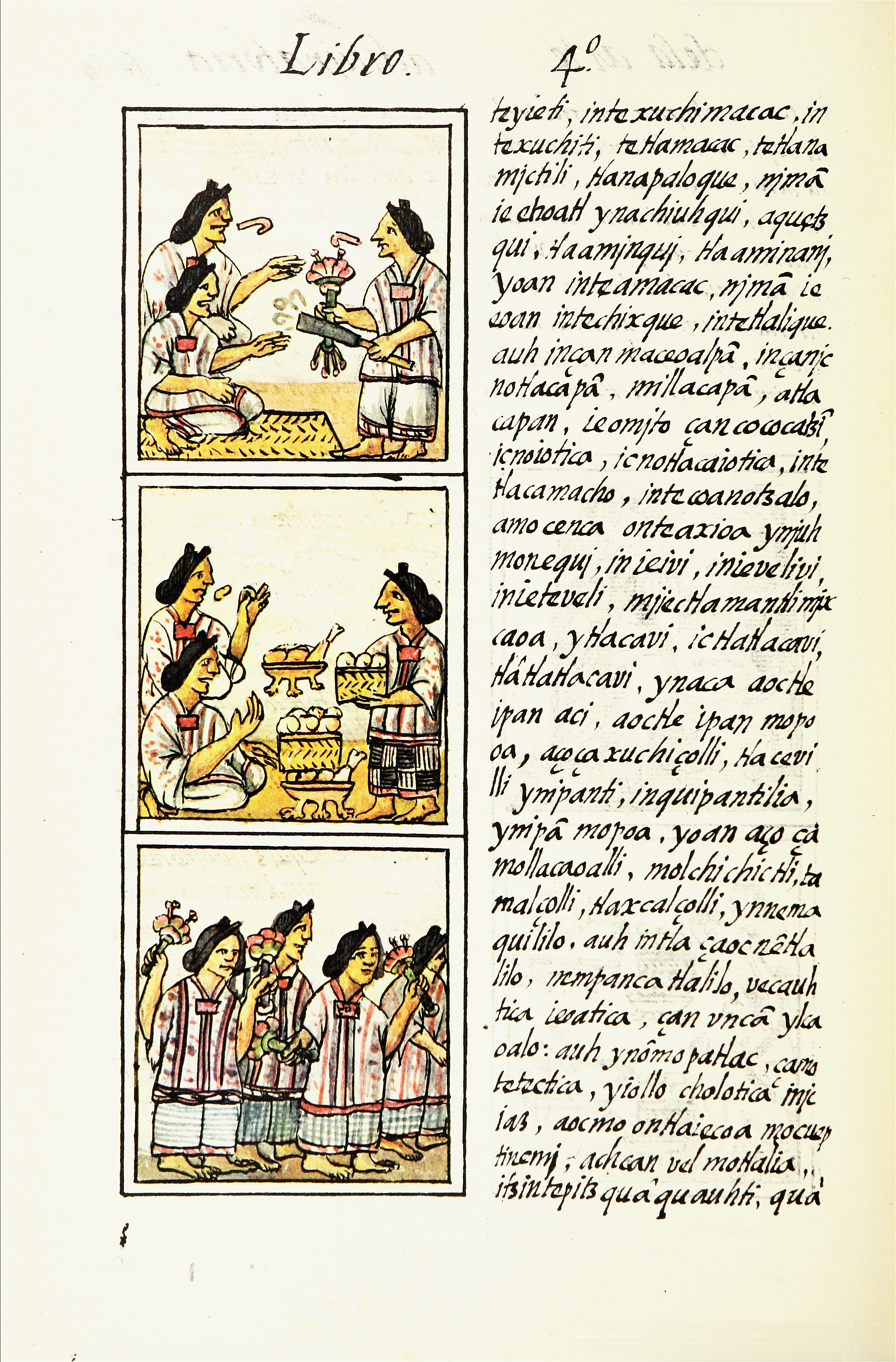
Una página del Códice Florentino. Este códice, escrito en náhuatl y español, es el documento original de la Historia general de las cosas de Nueva España.

Historia general de las cosas de Nueva España es el título de una obra escrita, traducida, editada y supervisada por el fraile franciscano español Bernardino de Sahagún en náhuatl (con fragmentos en español y latín), entre los años de 1540 y 1585, poco después de la conquista de México-Tenochtitlan.
También es denominado Códice Florentino y anteriormente conocido como Códice Laurentino, ya que se encuentra resguardado en la Biblioteca Laurenciana, conocida también como Biblioteca Medicea Laurenciana de Florencia, Italia. Otras versiones afirman que podría ser copia de textos o documentos anteriores.
Está disponible en línea en el portal de la Biblioteca Digital Mundial, gracias a la promoción y financiamiento de la Biblioteca del Congreso de Estados Unidos. En la actualidad, el estudio de esta obra es absolutamente necesario para todo aquel que quiera comprender la realidad del mundo indígena, particularmente el del altiplano mexicano.

## Antecedentes

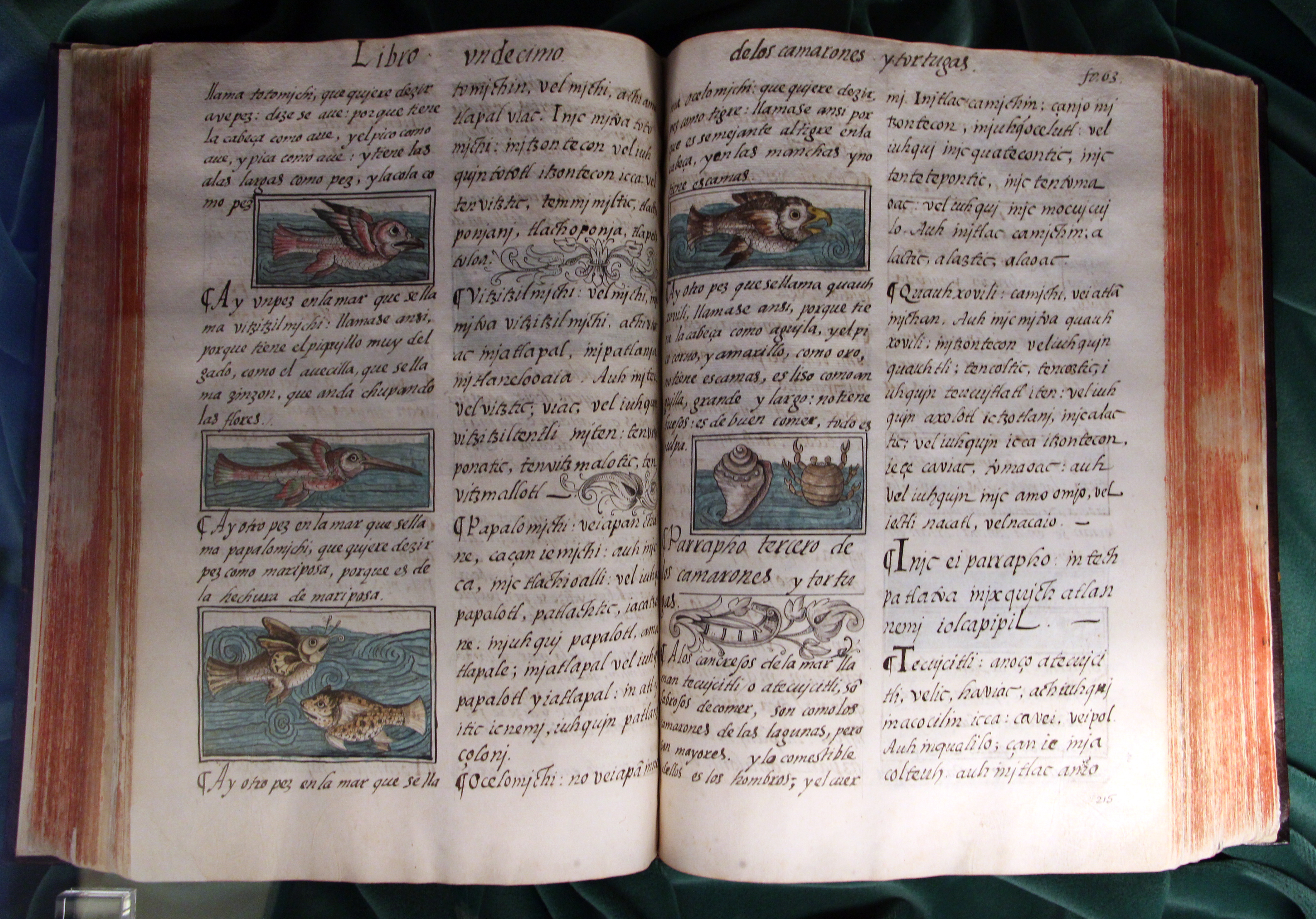
Historia general de las cosas de Nueva España (original de la Biblioteca Medicea Laurenciana).

Para realizar el libro, Bernardino de Sahagún recurrió a la indagación directa entre los nativos mexicanos, concentrándose en la región central de México. Por ello, algunos antropólogos (especialmente los mexicanos) reclaman para el fraile franciscano el ser uno de los antecesores de la moderna etnografía. De hecho, se trata de una copia de materiales originales que se han perdido.
Los materiales originales fueron los registros de conversaciones y entrevistas con indígenas en las poblaciones de Tlatelolco, Texcoco de Mora y Tenochtitlán. Además de informes de los estudiantes indígenas trilingües, formados por el fraile en el Colegio de Santa Cruz de Tlatelolco, (ubicado en la actual Ciudad de México) estos escribieron sus interpretaciones, las que pasaron a ser parte del texto. Estos alumnos fueron Antonio Valeriano, oriundo de Azcapotzalco; Antonio Vejarano, de Cuauhtitlán; Martín Jacobita, Pedro de San Buenaventura y Andrés Leonardo, los 3 oriundos de Tlatelolco.
Todos los informantes de Bernardino de Sahagún habían pertenecido a la élite mexica. La indagación del fraile franciscano comenzó en el mismo período en que estuvo a cargo de la institución que él mismo había fundado en 1536. Entre 1539 y 1558, Bernardino de Sahagún sirvió como misionero en lo que actualmente son los estados de Puebla e Hidalgo. En Tepeapulco (actualmente en el estado de Hidalgo), sitio al que llegó en 1558, Bernardino de Sahagún recogió otras informaciones con las que enriqueció el texto que había venido redactando desde 1547 y que habría de convertirse en el texto definitivo, con el nombre que lo conocemos actualmente. Algunos autores han manifestado dudas con respecto a la influencia de Sahagún en el contenido del texto. Por ejemplo, en fragmentos del libro número XII, donde nombran en una predicción la llegada de españoles en caballo cuando en América no había caballos.

Y la seguda vez, que miro en el espejo que tenia el aue de ay a vn poco vio muchedumbre de gente iunta q venian todos, armados encima del cauallos

El propósito de Bernardino de Sahagún al escribir su texto era el dar a conocer entre sus colegas misioneros algunos de los aspectos de la cultura y la historia de los pueblos del altiplano central de México. Lo anterior debía proporcionarles a los evangelizadores algunas herramientas para conocer mejor algunas situaciones a las que podrían enfrentarse en su intento por ganar adeptos para la Iglesia católica entre los naturales de América. En un pasaje de su texto, Bernardino de Sahagún escribió:

Puesto que los predicadores y confesores médicos son de las almas, para curar las enfermedades espirituales conviene que tengan experiencia de las medicinas y de las enfermedades espirituales: El predicador, de los vicios de la religión mesoamericana para enderezar contra ellos su doctrina, y el confesor para saber preguntar lo que conviene, y saber entender lo que dijeron tocante a su oficio. Para predicar contra esas cosas, y aun para saber si las hay, es menester saber cómo las usaban los indígenas en tiempo de su idolatría.

## Organización
Fundamentalmente, el códice es un texto en náhuatl, español y latín. En el lado derecho del códice se ubica el texto escrito en náhuatl. Algunas secciones del texto fueron traducidas al español y escritas en la columna de la izquierda. Sin embargo, muchas partes del texto no se tradujeron o simplemente no existía traducción posible, por lo que fueron resumidas.
Como consecuencia las versiones en náhuatl y en español no siempre se corresponden mutuamente, de hecho algunas de las traducciones al español fueron censuradas o reescritas por Bernardino de Sahagún. El códice tiene alrededor de 1800 ilustraciones realizadas por indígenas tlacuilos con técnicas europeas. Sahagún era consiente de la importancia de aquellas imágenes y lo que significaba para los indígenas, el fraile escribió lo siguiente:

Estas gentes no tenían letras ni caracteres algunos, ni sabían leer, ni escribir; comunicábanse por imágenes y pinturas, y todas antiguallas suyas y libros que tenían de ellas, estaban pintados con figuras e imágenes, de tal manera que sabían e tenían memoria de todas las cosas que sus antecesores habían hecho y dejado en sus anales, por más de mil años atrás antes que vinieran los españoles a esta tierra

El códice, originalmente era una obra escrita en 4 volúmenes, de los cuales hoy sólo 3. Este códice, llamado así porque se conserva en la Biblioteca Medicea Laurenciana de Florencia, constituye una copia que envió Bernardino de Sahagún a Roma con el Padre Jacobo de Testera para que fuera entregada al Papa Pío V en 1580.
Quizá más que cualquier otra fuente, esta obra ha sido de ayuda para saber sobre las costumbres de los aztecas en los años anteriores a la conquista española. Aunque no sería sino en 1905, que Francisco del Paso y Troncoso la publicó, en forma de láminas en Madrid y luego, en 1979, el gobierno mexicano, a través del Archivo General de la Nación, sacó a la luz una copia completa del códice, tal y como se conserva actualmente. Antes de ese año, sólo habían estado disponibles las traducciones al español censuradas y reescritas.

## División
Consta de 12 libros en los que Bernardino de Sahagún enumera y relata varios aspectos de la vida e historia de los nativos, cada uno tiene un tema central: 
- Primer libro: Trata sobre los dioses adorados como: Huitzilopochtli, Tezcatlipoca, Tláloc y Quetzalcóatl.
- Segundo libro: Trata de las festividades, el calendario, ceremonias, sacrificios y solemnidades, en él se describe el calendario, que estaba estrechamente ligado a las deidades, y relacionado, por tanto, con las fiestas o rituales que se hacían en honor de estas.
- Tercer libro: Trata del nacimiento de esos dioses que adoraban dándole una especial importancia a Quetzalcóatl.
- Cuarto libro: Trata del arte de adivinar para saber qué días eran afortunados y cuales no, en eso entraban los adivinos y los profetas que se encargaban de leer diferentes signos y así adivinaban el destino.
- Quinto libro: Trata de los pronósticos de adivinar el futuro, las supersticiones y los seres vivos como amuletos.
- Sexto libro: Se elaboró a partir de fórmulas discursivas que reunían conceptos religiosos, morales, sociales o filosóficos.
- Séptimo libro: Trata de la astronomía y filosofía natural, a pesar de que el conocimiento no era mucho. Sahagún integra al libro datos interesantes sobre mitos y leyendas en torno al sol, o sobre el siglo nahua.
- Octavo libro: Trata de los emperadores (tlatoani) y señores (tecuhtli), sus modos de gobernar, las formas de vida y las historias de diferentes ciudades.
- Noveno libro: Se centra en mercaderes, sobre todo en la mercancía de lujo, las ofrendas y artesanos.
- Décimo libro: Es un análisis de la medicina mexicana y una descripción de los pueblos indígenas que conformaron el México antiguo, que consiste en todo un tratado etnológico, donde abarca el estudio de: Toltecas, chichimecas, nahuas, otomíes, matlazincas, tolucas, mazahuaques, totonacos, huastecos, toueyones, olmecas, mixtecas, y varios más hasta llegar a los mexicanos.
- Endécimo libro: Agrupa el estudio de la naturaleza, se intitula de las propiedades de los animales, aves, peces, árboles, hierbas, flores, metales y piedras, y de los colores.
- Duodécimo libro: Que trata sobre la conquista de México, rompe el orden jerárquico y también temático que tiene la obra en su conjunto, pero constituye un contrapunto perfecto para conocer la historia desde la visión de los vencidos.[9]

Excavaciones arqueológicas realizadas desde el siglo XX han corroborado unos cuantos aspectos de la obra, pero algunos autores que han analizado la obra de Bernardino de Sahagún coinciden en que en ella es posible advertir 2 interpretaciones distintas. Una de ellas refleja el discurso del fraile producido desde su propio sistema de creencias, en el que hace una evaluación de la religión y vida de los mesoamericanos. La otra es la del misionero que se limita a describir de manera "objetiva" lo que sus informantes pudieron señalar acerca de la sociedad anterior a la conquista española. Esta deducción se desprende del siguiente texto:

...Encontramos la Historia de Sahagún desgajada en dos vertientes. La primera parece conducida hacia una meta práctica: convencer de la necesidad de destruir la religión aborigen y guardarse contra sus insidias. La segunda persigue una meta bien distinta: convencer igualmente de la necesidad de una vuelta a las sabias leyes naturales del indio. De allí que, inconscientemente, aparezca el mundo indígena en valoraciones tan diversas según se le considere desde una u otra meta.

## Otras versiones
Existe una versión solamente en español del documento de Bernardino de Sahagún. Esta copia fue llevada a Europa en 1580 por Rodrigo de Sequera, y es también conocida como el Manuscrito Sequera. El texto en lengua española fue la base para la Historia General de las cosas de la Nueva España, que se conserva en la Biblioteca Laurentina de Florentina. De hecho, Códice Laurentino es el nombre que se le dio al manuscrito una vez que se preparó para su primera edición. Los nombres con que también se conoce a esta obra son posteriores a esta edición y corresponden a los manuscritos originales.
Por otra parte, el Códice Matritense es una copia y compilación de las mismas fuentes del Códice Florentino, correspondiente al material recopilado en Tlatelolco y Texcoco, en lengua náhuatl. Consta de 5 libros, e incluye 175 ilustraciones. Es una traducción fuertemente censurada del Códice Florentino hecha por el propio Bernardino de Sahagún a solicitud de las autoridades españolas. Los 2 códices se encuentran en la Biblioteca del Palacio Real y el Museo Real de Historia, en Madrid. Otros nombres incluyen los Códices Matritenses y el Códice de Madrid (que no debe confundirse con el Códice de Madrid Maya). Una versión corta de este documento, titulada Breve compendio de los soles idolátricos que los indios desta Nueva España usaban en tiempos de su infidelidad, fue la que se envió al Papa Pío V.

## Galería de imágenes

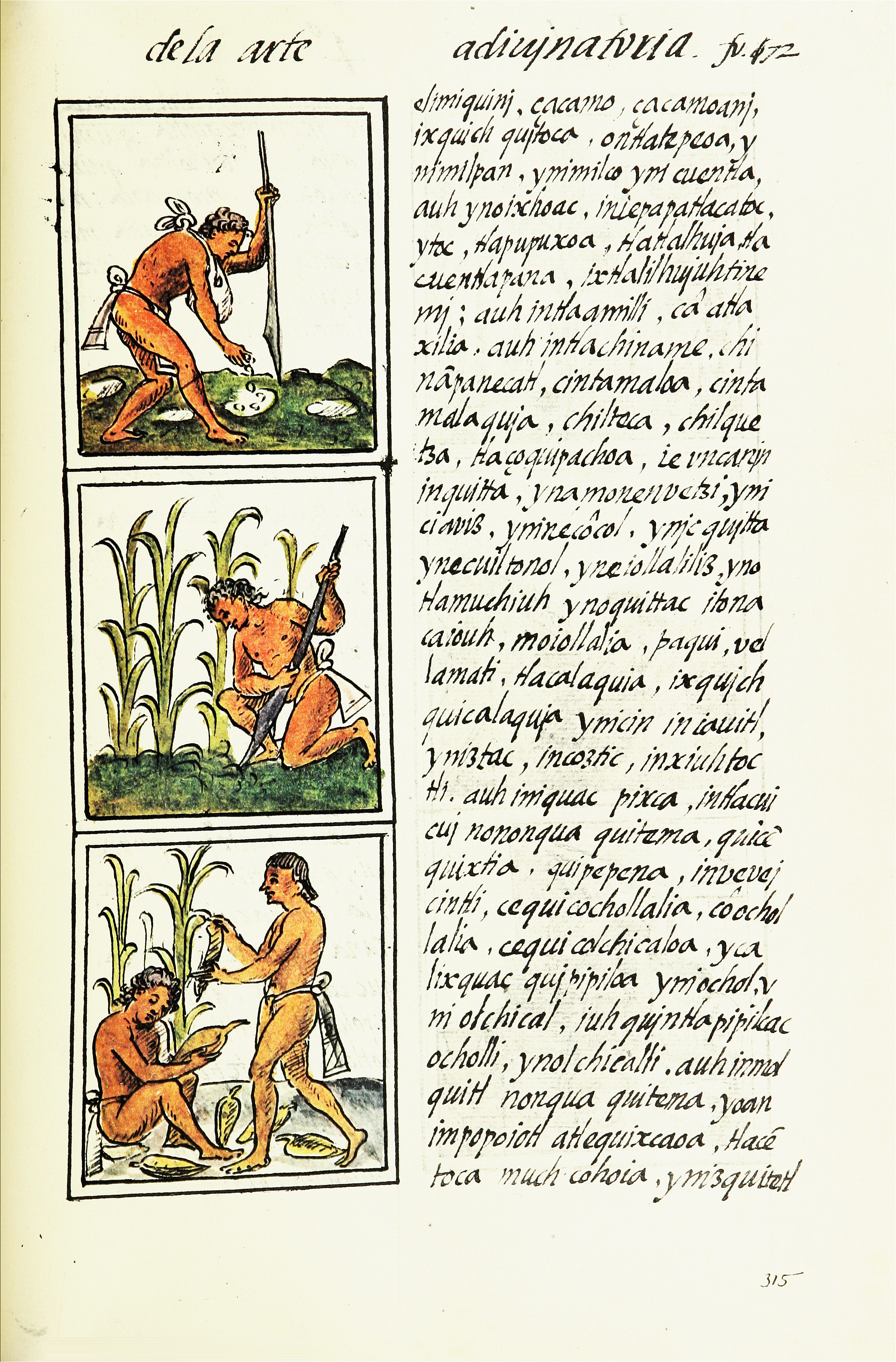
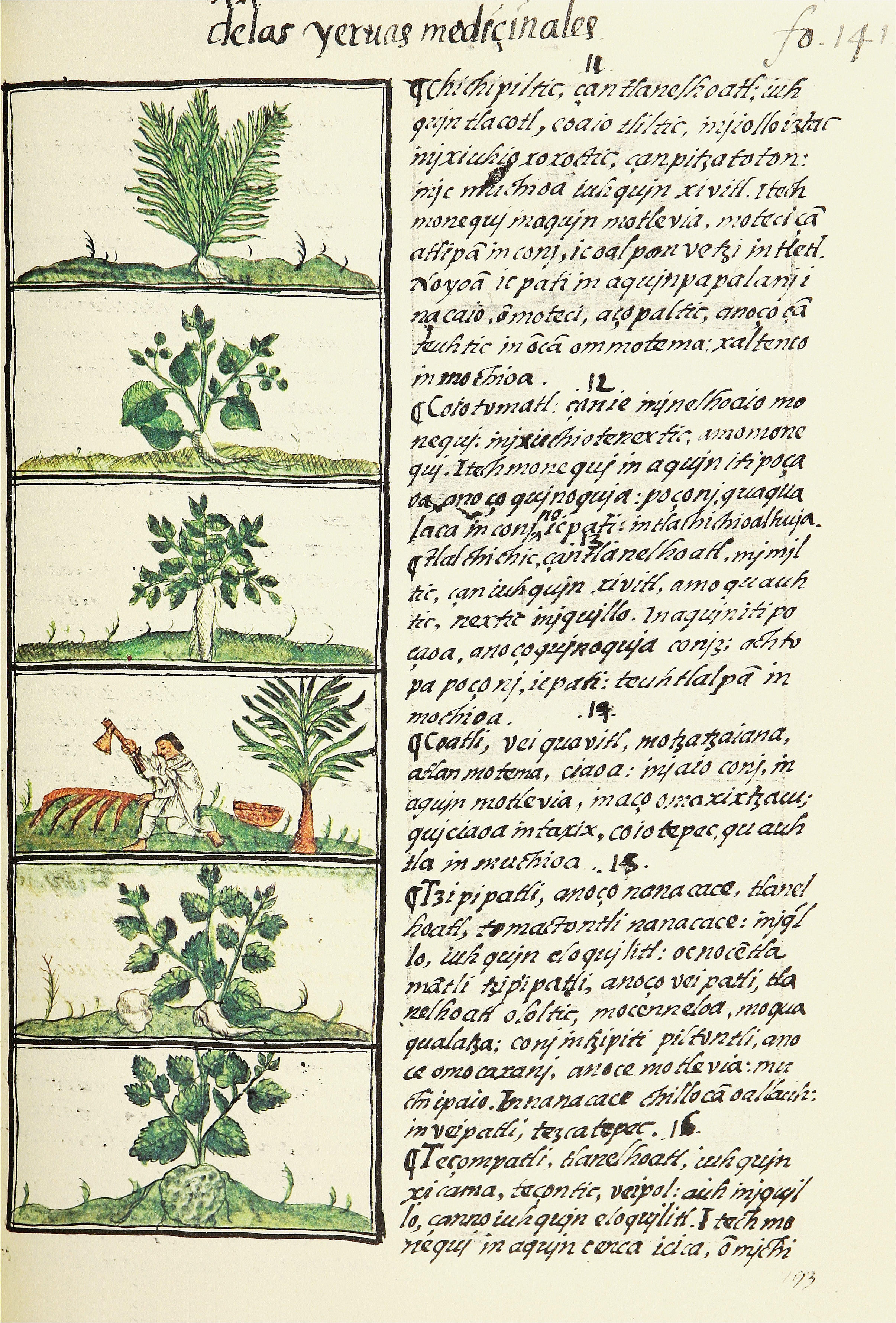
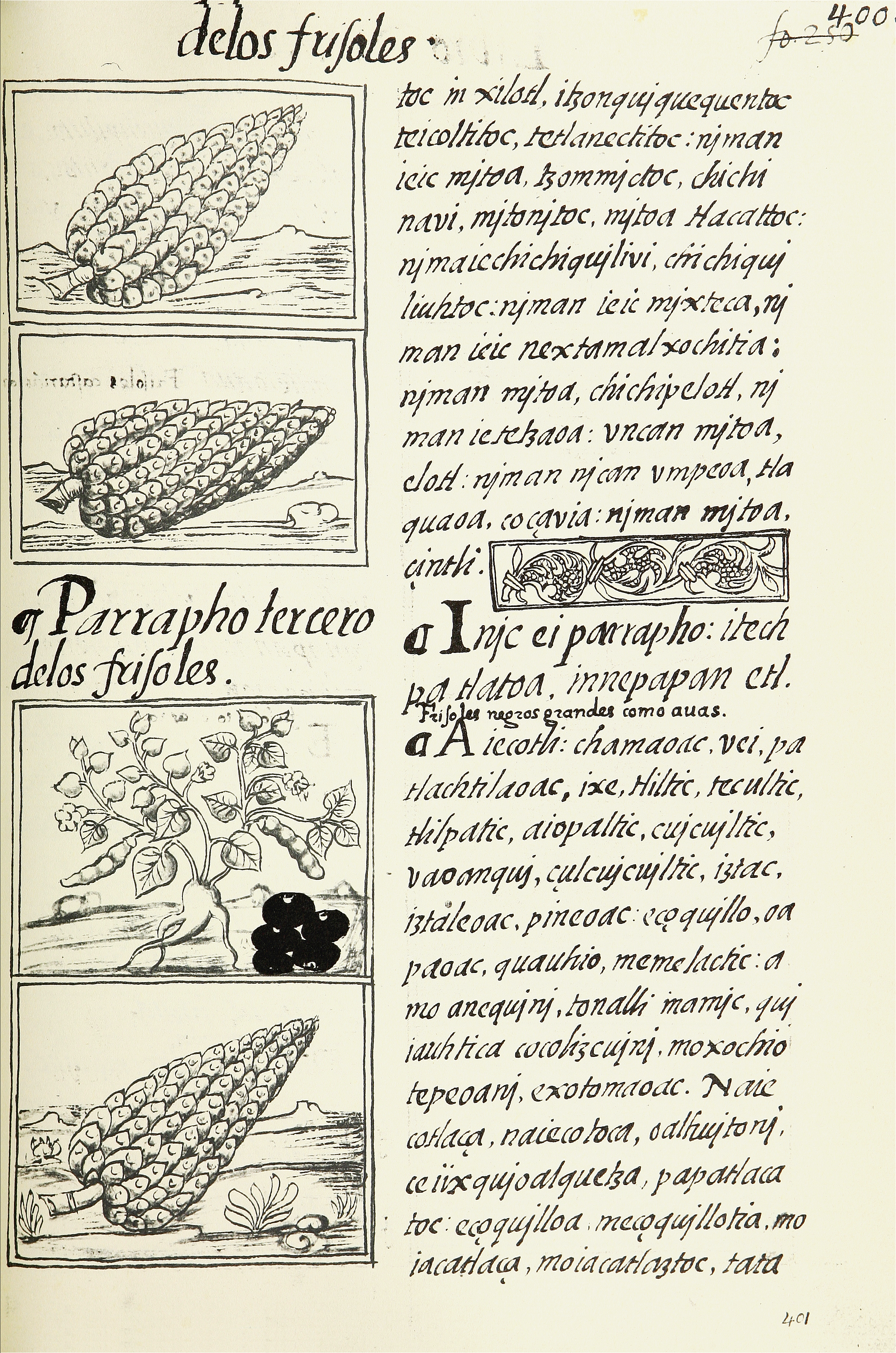
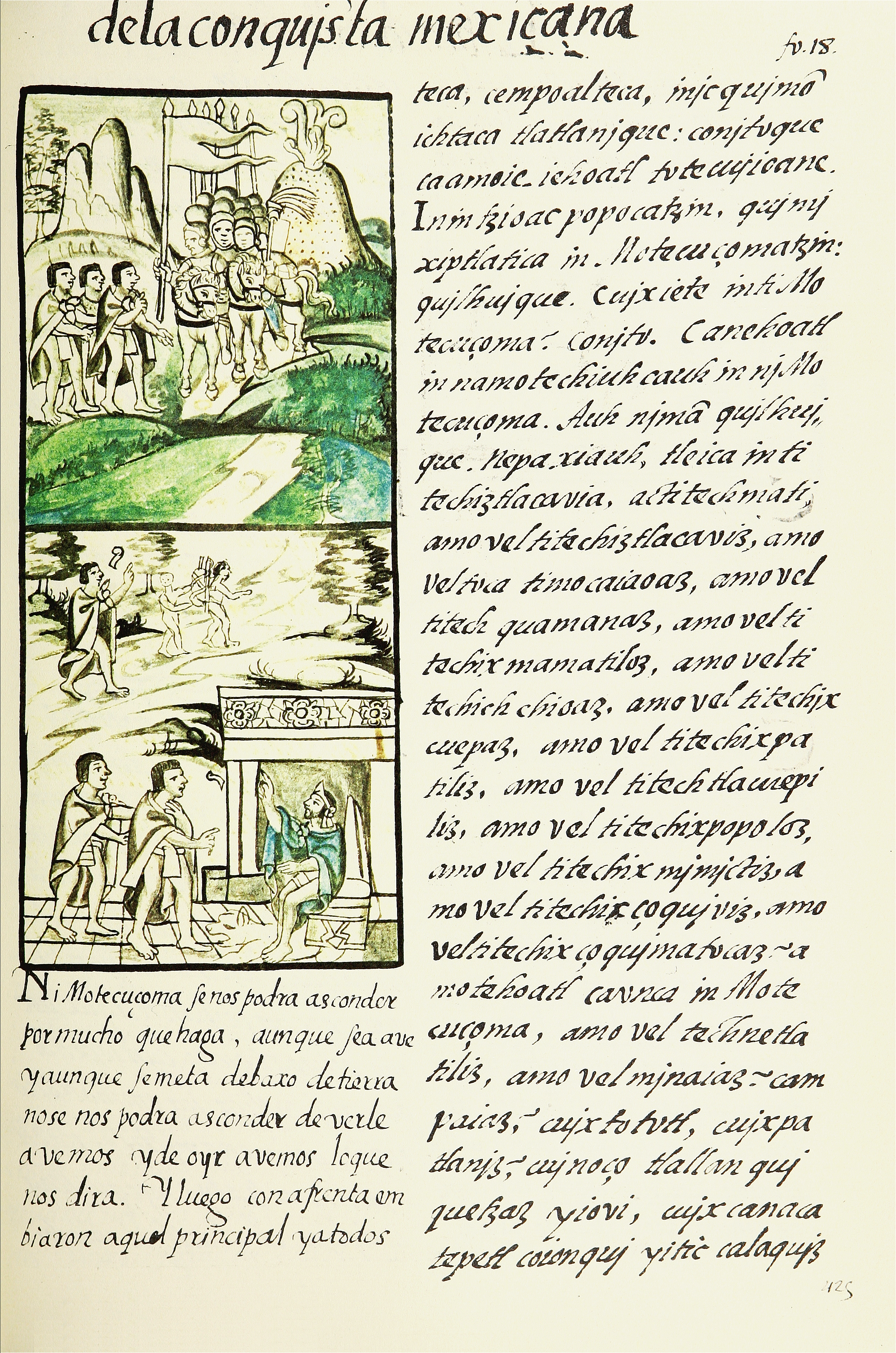
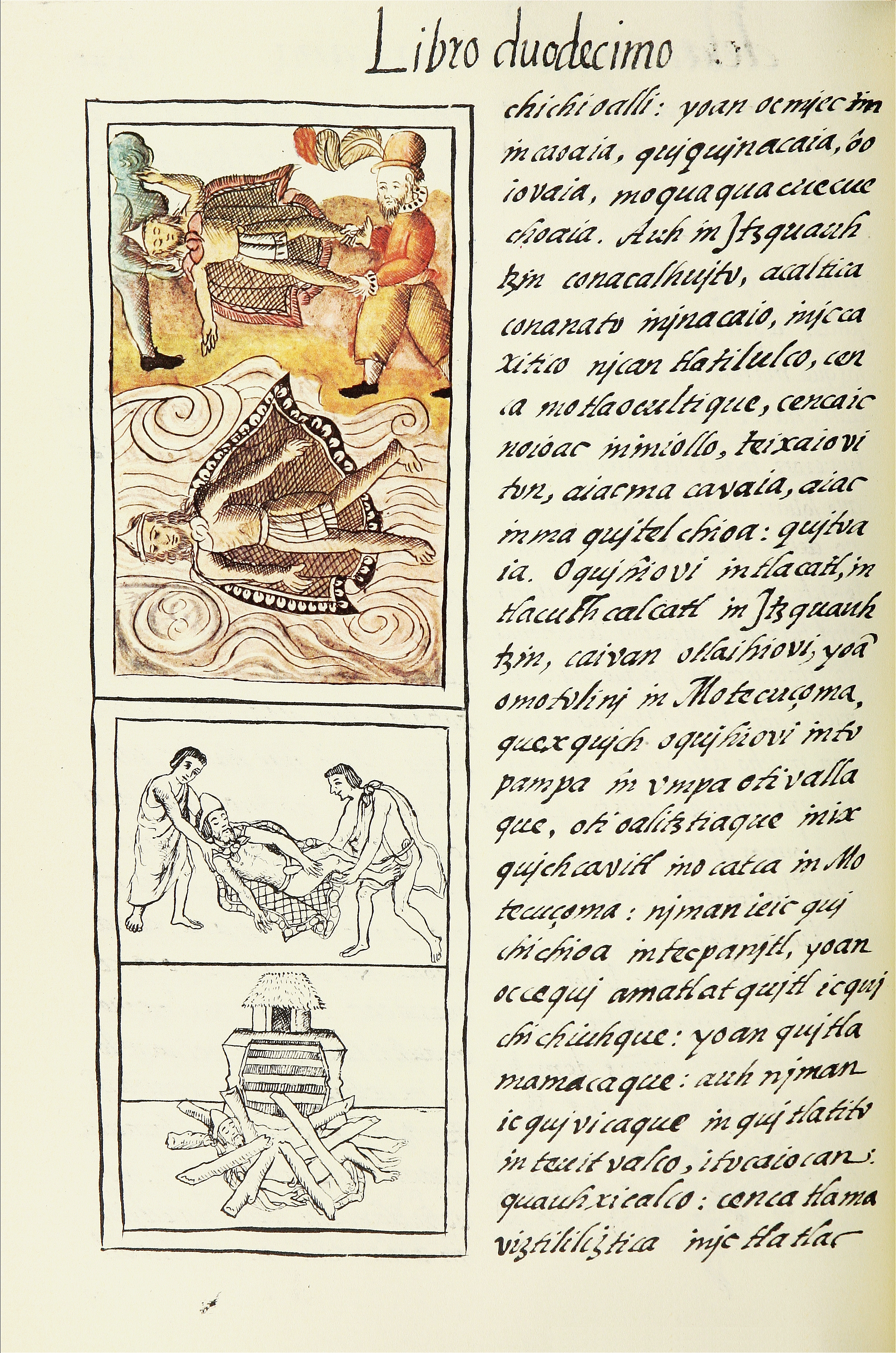

## Ediciones modernas
La primera edición moderna de la obra la hizo Carlos María Bustamante en México: Impr. del ciudadano Alejandro Valdés, 1829, dedicada al Papa Pío VIII.

## Estado de la cuestión
La Historia General de las cosas de Nueva España sigue siendo objeto de múltiples investigaciones, pues es utilizada como fuente para múltiples estudios. Por ejemplo, a principios del siglo XXI, Julio Frenk, conjuntamente con el colegiado Adolfo Martínez Palomo, realizó un análisis en torno a la situación de la salud en México antes y después de la Conquista usando como fuente principal La Historia General de las cosas de Nueva España. El 8 de octubre de 2019 hubo una conferencia por parte de la historiadora del arte Diana Magaloni sobre La Historia General de las cosas de Nueva España utilizándolo como vía para contar la historia de la conquista y explicando sus temas centrales.